# Tomoko Akane

Tomoko Akane (2018)

Tomoko Akane (赤根 智子, * 28. Juni 1956) ist eine japanische Juristin, Hochschullehrerin und Präsidentin des Internationalen Strafgerichtshofs (IStGH).

## Leben und Wirken
Akane studierte ab 1975 Rechtswissenschaften an der Universität Tokio. Dort erwarb sie 1980 mit dem Bachelor of Laws ihren Abschluss. Anschließend absolvierte sie das Zulassungsverfahren zur Rechtsanwaltschaft, welches sie 1982 abschloss. Von 1982 bis 1989 war sie unter anderem in Yokohama, Tsu und Nagoya als Staatsanwältin tätig. 1990 erwarb sie nach einem entsprechenden Auslandsaufenthalt an der Jacksonville State University den Titel Master of Science in Criminal Justice. Nach ihrer Rückkehr nach Japan war sie bis 1996 in Sendai und Tokio abermals als Staatsanwältin mit dem Schwerpunkt auf Gewalt- und Wirtschaftsverbrechen tätig. Im April 1996 wurde sie Professorin am Asia and Far East Institute for the Prevention of Crime and the Treatment of Offenders (UNAFEI), das in Tokio mit den Vereinten Nationen kooperierte. Ab April 2000 leitete sie die Staatsanwaltschaft in Sapporo, bis sie 2002 als stellvertretende Direktorin wieder an das UNAFEI zurückkehrte. Von 2005 bis 2008 war Akane Professorin an der Universität Nagoya sowie an der Chukyo Universität. Es folgten wiederholte Tätigkeiten als Staatsanwältin bei der Staatsanwaltschaft und der Oberstaatsanwaltschaft in Tokio, die Leitung der Staatsanwaltschaft in Hakodate sowie eine Stellung im japanischen Justizministerium. 2013 wurde sie Direktorin des UNAFEI. Von 2014 bis 2016 leitete sie das Institut für Forschung und Ausbildung im japanischen Justizministerium. Ab April 2016 war sie japanische Botschafterin für internationale juristische Zusammenarbeit im japanischen Außenministerium.
Seit März 2018 ist Akane Richterin am Internationalen Strafgerichtshof. Ihre Amtszeit dauert voraussichtlich bis 10. März 2027. Sie wirkte unter anderem in den den Sudan betreffenden Verfahren gegen Umar al-Baschir, Abdel Rahim Mohammed Hussein, Ahmad Harun, Ali Kuschaib, in den die Zentralafrikanische Republik betreffenden Verfahren gegen Patrice-Edouard Ngaïssona und Alfred Yekatom sowie in den Verfahren gegen Joseph Kony und Simone Gbagbo mit.
Am 20. März 2023 gab die russische Justiz bekannt, dass Untersuchungen gegen Akane, Rosario Salvatore Aitala und Sergio Gerardo Ugalde Godínez in die Wege geleitet worden seien, nachdem der Internationale Gerichtshof am 17. März 2023 einen internationalen Haftbefehl gegen Präsident Vladimir Putin wegen menschenrechtswidriger Deportationen ukrainischer Kinder durch russische Behörden während des Russisch-Ukrainischen Kriegs seit 2014 erlassen hatte. Im Juli 2023 verfügte das russische Innenministerium einen Haftbefehl gegen Akane. Im März 2024 wurde sie von ihren Richterkollegen zur Präsidentin des Internationalen Strafgerichtshof für die Jahre 2024–2027 gewählt.